# Bashaud Breeland
Bashaud Breeland (* 30. Januar 1992 in Allendale, South Carolina) ist ehemaliger ein US-amerikanischer American-Football-Spieler auf der Position des Cornerbacks, der für die Arizona Cardinals in der National Football League (NFL) spielt. Zuvor spielte Breeland für die Kansas City Chiefs, mit denen er den Super Bowl LIV gewann, zudem stand er bereits bei den Washington Redskins, den Green Bay Packers und den Minnesota Vikings unter Vertrag.

## Frühe Jahre
Breeland besuchte die Allendale-Fairfax High School. Dort war er in der Football-, Basketball- und Leichtathletikmannschaft der Schule aktiv. In der Footballmannschaft spielte er als Quarterback und als Defensive Back. In seinem letzten Jahr konnte er seine Schule zu 10 Siegen bei nur zwei Niederlagen führen, außerdem erreichte er 15 Touchdowns. Außerdem wurde er Meister im Staat South Carolina im Hürdenlauf. Nach seinem Highschoolabschluss erhielt er ein Stipendium der Clemson University, für die er von 2010 bis 2013 aktiv war. Nachdem er in seinem ersten Jahr geredshirted geworden und nicht zum Einsatz gekommen war, wurde er in seinem zweiten Jahr ein wichtiger Teil der Mannschaft und kam in 14 Spielen zum Einsatz. Insgesamt spielte er für die Clemson Tigers in 37 Spielen und konnte dabei 136 Tackles, 3 Sacks, 6 Interceptions und 2 erzwungene Fumbles verzeichnen. Während er bis 2012 noch als Defensive Back aktiv war, wurde er 2013 vorrangig als Cornerback eingesetzt. 2011 konnte er mit seiner Mannschaft die Atlantic Coast Conference gewinnen, 2012 den Chick-fil-A-Bowl und 2013 den Orange Bowl. In seinem letzten Jahr wurde er zusätzlich ins Second-Team All-ACC gewählt.

## NFL

### Washington Redskins
Beim NFL-Draft 2014 wurde er in der 4. Runde an 102. Stelle von den Washington Redskins ausgewählt. Breeland wurde direkt in seiner ersten Saison Starter für die Redskins. Sein NFL-Debüt gab er am 1. Spieltag der Saison 2014 bei der 6:17-Niederlage gegen die Houston Texans, bei der er einen Tackle verzeichnen konnte. Am 3. Spieltag konnte er bei der 34:37-Niederlage gegen die Philadelphia Eagles einen Fumble von Darren Sproles erzwingen. Beim 19:17-Sieg gegen die Tennessee Titans am 7. Spieltag konnte er seine erste Interception in der NFL von Quarterback Charlie Whitehurst fangen. Seine zweite fing er am 16. Spieltag beim 27:24-Sieg gegen die Philadelphia Eagles kurz vor Spielende von Mark Sanchez und konnte somit den Sieg der Redskins sichern. Am 17. Spieltag konnte er bei der 17:44-Niederlage gegen die Dallas Cowboys erstmals 10 Tackles in einem Spiel erreichen. Insgesamt kam er in seiner Rookie-Saison auf 16 Einsätze, davon spielte er in 15 von Beginn an. Er verzeichnete dabei 66 Tackles, 2 Interceptions und konnte 2 Fumbles erzwingen.
Auch in seinem 2. Jahr blieb Breeland Stammspieler bei den Redskins. Am 7. Spieltag hatte er beim 31:30-Sieg gegen die Tampa Bay Buccaneers insgesamt 12 Tackles. Das ist bei heute sein Karrierehöchstwert. Die Redskins konnten in dieser Saison 9 Spiele gewinnen und verloren nur 7 und konnten die NFC-East-Division gewinnen und sich somit für die Playoffs qualifizieren. Sein Postseasondebüt gab Breeland bei der 18:35-Niederlage gegen die Green Bay Packers in der 1. Runde. Auch in den restlichen Jahren in Washington blieb Breeland Stammspieler. Am 14. Spieltag der Saison 2016 konnte Breeland beim 27:22-Sieg gegen die Philadelphia Eagles deren Quarterback Carson Wentz einmal sacken, der bislang einzige Sack seiner Karriere in der NFL. Am 16. Spieltag konnte er beim 41:21-Sieg gegen die Chicago Bears gleich zwei Interceptions von Matt Barkley fangen. Er kam von da an auch gelegentlich als Kick Returner zum Einsatz. Obwohl er in der Saison 2016 nur in 14 Spielen zum Einsatz kam, konnte er Karrierehöchstwerte in puncto Tackles (62) und Interceptions (3) erreichen. Am 14. Spieltag der Saison 2017 konnte er bei der 13:30-Niederlage gegen die Los Angeles Chargers eine Interception von Kellen Clemens über 96 Yards in die gegnerische Endzone tragen, es war der erste Touchdown seiner Karriere. Nach der Saison 2017 wurde Breeland ein Free Agent.

### Green Bay Packers
Nachdem sich Breeland zunächst mit den Carolina Panthers auf einen Vertrag geeinigt hatte, dort aber durch den Medizintest gefallen war, unterschrieb er am 25. September 2018 einen Einjahresvertrag bei den Green Bay Packers. Sein Debüt für sein neues Team gab er am 9. Spieltag der Saison 2018 bei der 17:31-Niederlage gegen die New England Patriots, bei der er 8 Tackles und 2 Kick Returns verzeichnete. Am 14. Spieltag konnte er seinen 2. Touchdown in der NFL erzielen, diesmal nach einer Interception von Matt Ryan beim 34:20-Sieg der Packers gegen die Atlanta Falcons. Allerdings kam er in dieser Saison nur in sieben Spielen zum Einsatz, davon in fünf als Starter. Er hatte unter anderem mit Anpassungsschwierigkeiten und Verletzungen zu kämpfen. Nach der Saison wurde er erneut Free Agent.

### Kansas City Chiefs
Am 18. März 2019 unterschrieb er einen Vertrag bei den Kansas City Chiefs, erneut zunächst über ein Jahr. Breeland konnte sich dort allerdings direkt wieder als Stammspieler etablieren. Sein Debüt gab er am 1. Spieltag der Saison 2019 beim 40:26-Sieg gegen die Jacksonville Jaguars. Am darauffolgenden Spieltag konnte er direkt seine erste Interception für sein neues Team fangen, diesmal beim 28:10-Sieg gegen die Oakland Raiders von Derek Carr. Am 4. Spieltag konnte er beim 34:30-Sieg gegen die Detroit Lions einen Fumble von Kerryon Johnson aufnehmen, der vorher von Xavier Williams erzwungen worden war, und über 100 Yards in die gegnerische Endzone tragen. Dies war sein erster Touchdown für die Chiefs. Insgesamt konnte er mit seinem neuen Team 12 Spiele gewinnen und nur 4 verlieren und somit die AFC West gewinnen und sich für die Playoffs qualifizieren. Dort konnten sie zunächst in der 2. Runde die Houston Texans mit 51:31 besiegen und schließlich im AFC Championship Game die Tennessee Titans mit 35:24 schlagen. Deswegen qualifizierten sie sich für Super Bowl LIV gegen die San Francisco 49ers. Dort spielte Breeland auch wieder als Starter. Dabei konnte er 7 Tackles verzeichnen und zu Beginn der 2. Quarters einen Pass von Jimmy Garoppolo intercepten. Am Ende gewannen die Chiefs das Spiel mit 31:20.
Vor Beginn der Saison 2020 wurde Breeland unter anderem wegen Alkohol am Steuer und dem Besitz von Marihuana festgenommen. Von der NFL wurde er für die ersten vier Spiele der Saison suspendiert. Ab dem 5. Spieltag kam er jedoch wieder regelmäßig zum Einsatz. Mit den Chiefs konnte er sich nach der Saison erneut für die Playoffs qualifizieren, diesmal mit 14 Siegen in der Regular Season. Dort erreichten sie nach Siegen gegen die Cleveland Browns und die Buffalo Bills Super Bowl LV. Allerdings mussten sie sich in dem Spiel den Tampa Bay Buccaneers mit 9:31 geschlagen geben und konnten ihren Titel somit nicht verteidigen. Breeland kam in allen drei Spielen als Starter zum Einsatz.

### Minnesota Vikings
Im Juni 2021 nahmen die Minnesota Vikings Breeland für ein Jahr unter Vertrag. Sein Debüt für die Vikings gab er am 1. Spieltag der Saison 2021 bei der 24:27-Niederlage gegen die Cincinnati Bengals. Er etablierte sich direkt als Stammspieler in der Defense der Vikings und kam regelmäßig als Starter zum Einsatz. Am 6. Spieltag konnte er beim 34:28-Sieg gegen die Carolina Panthers seine erste Interception für die Vikings von Sam Darnold im allerersten Spielzug des Spiels fangen. Gerade gegen Ende der Saison konnte er sich noch einmal steigern. So konnte er am 13. Spieltag bei der 27:29-Niederlage gegen die Detroit Lions insgesamt neun Tackles verzeichnen, sein Saisonbestwert, sowie am 14. Spieltag beim 36:28-Sieg gegen die Pittsburgh Steelers acht Tackles sowie eine Interception von Ben Roethlisberger. Nach einer verbalen Auseinandersetzung mit Trainern und Spielern beim Training vor dem 15. Spieltag entließen die Vikings Breeland jedoch. Insgesamt kam er für die Vikings in 13 Partien als Starter zum Einsatz, fing zwei Interceptions und wehrte fünf Pässe ab.

### Arizona Cardinals
Am 4. Januar 2022 nahmen die Arizona Cardinals Breeland in ihren Practice Squad auf. Für das Team kam er jedoch nicht zum Einsatz, und sein Practice Squad Vertrag endete im Januar 2022 nach dem letzten Spiel der Cardinals.

## Privates
Im April 2020 wurde Breeland ein erstes Mal festgenommen, nachdem er beim Fahren ohne Führerschein unter dem Einfluss von Marihuana und Alkohol erwischt worden war. Daraufhin wurde er von der NFL für einen Monat suspendiert und erhielt eine Geldstrafe.
Nach seinem Karriereende kam Breeland zu weiteren juristischen Problemen. Im August 2023 wurde er unter anderem wegen des Besitzes eines gestohlenen Fahrzeuges, Drogenbesitzes und Waffenbesitzes festgenommen, wurde jedoch gegen eine Kaution von 30.000 $ wieder freigelassen.
Im April 2024 wurde er erneut wegen Drogenbesitzes festgenommen. Außerdem wurden wieder Waffen in seinem Besitz gefunden. Bei der Festnahme widersetzte er sich den Polizeibeamten, was ebenfalls in einer Anzeige resultierte.

## Karrierestatistiken
| Legende | Legende            |
| ------- | ------------------ |
| Fett    | Karrierehöchstwert |

### Regular Season
| Saison                             | Team             | Spiele | Spiele      | Tackles | Tackles | Tackles | Tackles | Interceptions | Interceptions | Interceptions | Interceptions | Interceptions | Interceptions | Fumbles   | Fumbles  | Fumbles |
| Saison                             | Team             | Spiele | als Starter | Gesamt  | Solo    | Assist  | Sacks   | PD            | Int           | Yards         | Avg           | Lang          | TD            | erzwungen | recovert | TD      |
| ---------------------------------- | ---------------- | ------ | ----------- | ------- | ------- | ------- | ------- | ------------- | ------------- | ------------- | ------------- | ------------- | ------------- | --------- | -------- | ------- |
| 2014                               | Redskins         | 16     | 15          | 66      | 57      | 9       | 0,0     | 14            | 2             | 0             | 0,0           | 0             | 0             | 2         | 0        | 0       |
| 2015                               | Redskins         | 15     | 14          | 81      | 59      | 22      | 0,0     | 16            | 2             | 56            | 28,0          | 28            | 0             | 3         | 2        | 0       |
| 2016                               | Redskins         | 14     | 14          | 73      | 62      | 11      | 1,0     | 11            | 3             | 32            | 10,7          | 26            | 0             | 2         | 0        | 0       |
| 2017                               | Redskins         | 15     | 14          | 50      | 37      | 13      | 0,0     | 19            | 1             | 96            | 96,0          | 96            | 1             | 0         | 0        | 0       |
| 2018                               | Packers          | 7      | 5           | 20      | 16      | 4       | 0,0     | 4             | 2             | 48            | 24,0          | 26            | 1             | 0         | 1        | 0       |
| 2019                               | Chiefs           | 16     | 15          | 48      | 37      | 11      | 0,0     | 8             | 2             | 4             | 2,0           | 4             | 0             | 0         | 2        | 1       |
| 2020                               | Chiefs           | 11     | 11          | 38      | 30      | 8       | 0,0     | 9             | 2             | 29            | 14,5          | 29            | 0             | 1         | 1        | 0       |
| 2021                               | Vikings          | 13     | 13          | 63      | 47      | 16      | 0,0     | 5             | 2             | 26            | 13,0          | 18            | 0             | 2         | 0        | 0       |
| Gesamte Karriere                   | Gesamte Karriere | 107    | 101         | 439     | 345     | 94      | 1,0     | 86            | 16            | 291           | 18,2          | 96            | 2             | 10        | 6        | 0       |
| Quelle: pro-football-reference.com |                  |        |             |         |         |         |         |               |               |               |               |               |               |           |          |         |

### Postseason
| Saison                             | Team             | Spiele | Spiele      | Tackles | Tackles | Tackles | Tackles | Interceptions | Interceptions | Interceptions | Interceptions | Interceptions | Interceptions | Fumbles   | Fumbles  | Fumbles |
| Saison                             | Team             | Spiele | als Starter | Gesamt  | Solo    | Assist  | Sacks   | PD            | Int           | Yards         | Avg           | Lang          | TD            | erzwungen | recovert | TD      |
| ---------------------------------- | ---------------- | ------ | ----------- | ------- | ------- | ------- | ------- | ------------- | ------------- | ------------- | ------------- | ------------- | ------------- | --------- | -------- | ------- |
| 2015                               | Redskins         | 1      | 1           | 7       | 5       | 2       | 0,0     | 0             | 0             | 0             | 0,0           | 0             | 0             | 1         | 1        | 0       |
| 2019                               | Chiefs           | 3      | 3           | 18      | 15      | 3       | 0,0     | 3             | 1             | 1             | 1,0           | 1             | 0             | 0         | 0        | 0       |
| 2020                               | Chiefs           | 3      | 3           | 17      | 15      | 2       | 0,0     | 2             | 0             | 0             | 0,0           | 0             | 0             | 0         | 0        | 0       |
| Gesamte Karriere                   | Gesamte Karriere | 7      | 7           | 42      | 35      | 7       | 0,0     | 5             | 1             | 1             | 1,0           | 1             | 0             | 1         | 1        | 0       |
| Quelle: pro-football-reference.com |                  |        |             |         |         |         |         |               |               |               |               |               |               |           |          |         |